# 黒崎宏
黒崎 宏（くろさき ひろし、1928年10月25日 - ）は、日本の哲学者。成城大学名誉教授。

## 来歴
東京生まれ。1966年東京大学哲学科大学院修士課程修了。長く成城大学教授を務めた。一貫してルートヴィヒ・ウィトゲンシュタインについて研究し、近年は東洋思想との比較を行っている。2008年瑞宝中綬章受章。

## 著書
- 『科学と人間 ウィトゲンシュタイン的アプローチ』勁草書房 1977
- 『ウィトゲンシュタインの生涯と哲学』勁草書房 1980
- 『科学の誘惑に抗して ウィトゲンシュタイン的アプローチ』勁草書房 1987
- 『ウィトゲンシュタインと禅』哲学書房 1987
- 『「語り得ぬもの」に向かって ウィトゲンシュタイン的アプローチ』勁草書房 1991
- 『言語ゲーム一元論 後期ウィトゲンシュタインの帰結』勁草書房 1997
- 『ウィトゲンシュタインが見た世界』新曜社 2000
- 『ウィトゲンシュタインと「独我論」』勁草書房 2002
- 『ウィトゲンシュタインから道元へ 私説『正法眼蔵』』哲学書房 2003
- 『ウィトゲンシュタインから龍樹へ 私説『中論』』哲学書房 2004
- 『純粋仏教 セクストスとナーガールジュナとウィトゲンシュタインの狭間で考える』春秋社 2005
- 『理性の限界内の『般若心経』ウィトゲンシュタインの視点から』春秋社 2007
- 『「自己」の哲学―ウィトゲンシュタイン・鈴木大拙・西田幾多郎』春秋社 2009
- 『啓蒙思想としての仏教』春秋社 2012
- 『悪の起源　ライプニッツ哲学へのウィトゲンシュタイン的理解』春秋社 2017
- 『「西田哲学」演習　ハイデガー『存在と時間』を横に見ながら』春秋社 2020（編・解説）
- 『「絶対矛盾的自己同一」とは何か　続・「西田哲学」演習』春秋社 2022
- 『人生論　「自受用三昧」から「自然法爾」へ』春秋社 2023

### 共編著
- 『科学哲学概論』永井成男共著 有信堂 1967
- 『ウィトゲンシュタイン小事典』山本信共編 大修館書店 1987
- 「山本先生の思い出」-『形而上学の可能性を求めて──山本信の哲学』(共著)　工作舎 2012

- カール・G.ヘンペル『自然科学の哲学』培風館 1967
- マリオ・ブンゲ『精神の本性について 科学と哲学の接点』米沢克夫共訳 産業図書 1982
- ソール・クリプキ『ウィトゲンシュタインのパラドックス 規則・私的言語・他人の心』産業図書 1983／ちくま学芸文庫 2022
- D.M.アームストロング、ノーマン・マルカム『意識と因果性 心の本性をめぐる論争』産業図書 1986
- ノーマン・マルカム『何も隠されてはいない ヴィトゲンシュタインの自己批判』産業図書 1991
- ウィトゲンシュタイン『哲学的探究』全2部  産業図書 1994-95
- ウィトゲンシュタイン『『哲学的探求』読解』産業図書 1997
- ノーマン・マルカム『ウィトゲンシュタインと宗教』法政大学出版局 1998
- ウィトゲンシュタイン『『論考』『青色本』読解』産業図書 2001